# لوكاس سواريز (لاعب كرة قدم)
لوكاس سواريز (بالإسبانية: Lucas Suárez)‏ (8 فبراير 1984 في الأرجنتين - ) هو لاعب كرة قدم أرجنتيني في مركز حراسة المرمى. لعب مع أوداكس إيتاليانو وخيمناسيا إسغريما دي ميندوزا ونيولز أولد بويز وTacuarembó F.C. ‏.

## وصلات خارجية
- لوكاس سواريز (لاعب كرة قدم) على موقع قاعدة بيانات كرة القدم.إي يو (الإنجليزية)